# Honda Insight
Honda Insight — переднеприводной гибридный автомобиль. Производится компанией Honda начиная с 1999 года, с перерывом между 2014 и 2018 годами.

## Первое поколение
Основанный на концептуальном автомобиле Honda J-VX, Insight был представлен в Японии в ноябре 1999 года как интегрированной системой Honda Assist. В декабре 1999 года стал первым серийным гибридным автомобилем, продаваемым в США. Insight был собран на заводе Honda в Сузуке, где также собирались Honda NSX и Honda S2000.
Имеет кузов типа компактный хетчбэк, необычного дизайна, который обусловлен требованиями аэродинамики и экономичности, выполненный из алюминия, что позволило удержать массу автомобиля в пределах 840 кг.
Оснащается гибридной системой IMA, состоящей из двигателя внутреннего сгорания и электродвигателя, расположенном на коленчатом валу. ДВС представляет собой трёхцилиндровый бензиновый двигатель, объёмом 1 л, мощностью 70 л. с., с непосредственным впрыском топлива, изменяемыми фазами газораспределения и поршнями с вихревой камерой сгорания, позволяющей работать на обеднённой смеси. Бесколлекторный электродвигатель мощностью 13 л. с. подключается при активном ускорении, а при торможении работает как генератор, заряжая Ni-MH аккумуляторы.

Insight первого поколения был изготовлен в виде 2-местного автомобиля с механической коробкой передач и дополнительным кондиционером. В 2001 году были доступны два варианта исполнения: механическая коробка передач с кондиционером и бесступенчатая коробка передач (CVT) с кондиционером.  

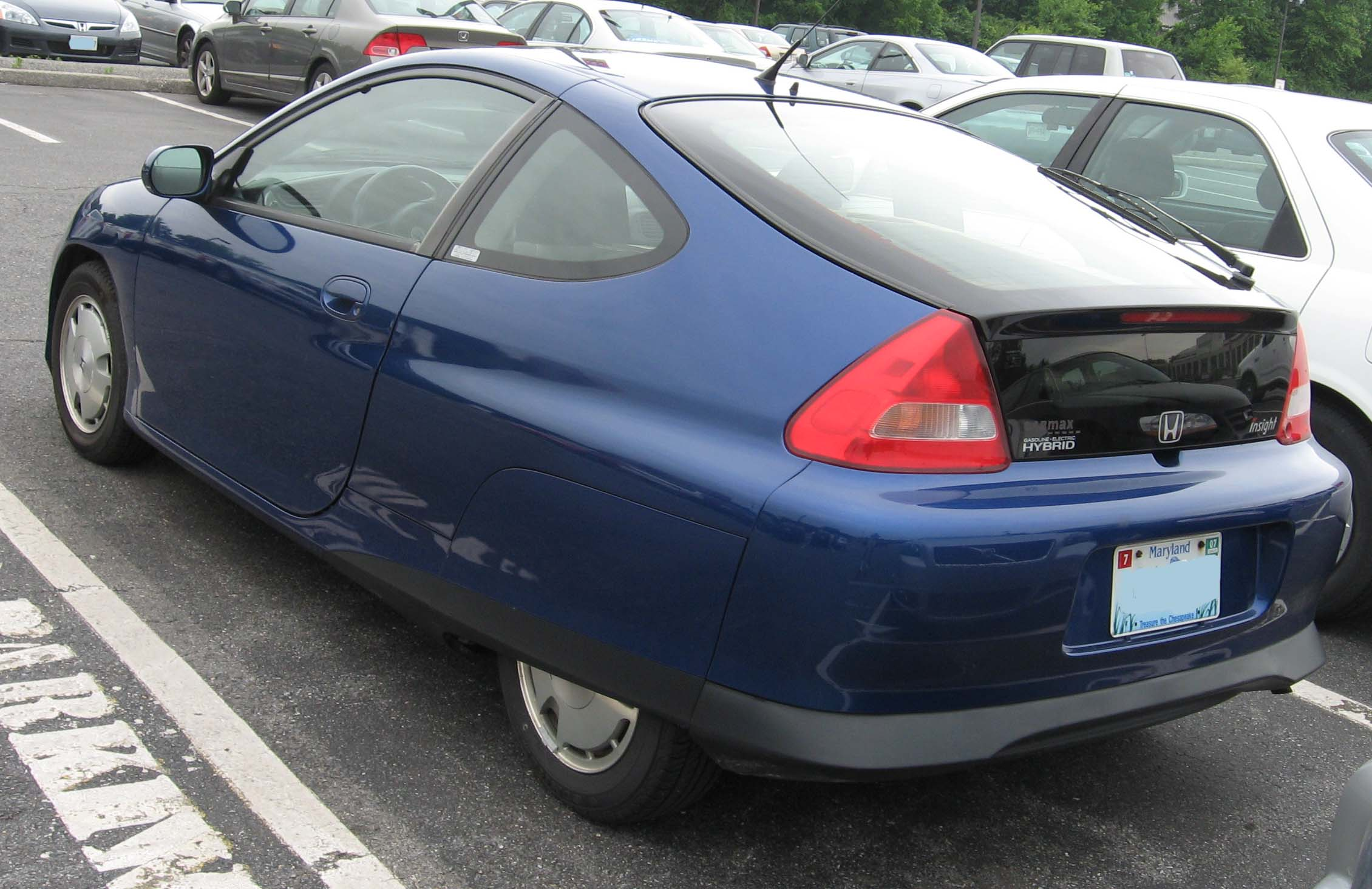
Honda Insight первого поколения, вид сзади

Производство было прекращено в мае 2006 года и объявлено о планах заменить Insight новым гибридным автомобилем. Продажи первого поколения Insight составили 17 020 единиц.  

## Второе поколение

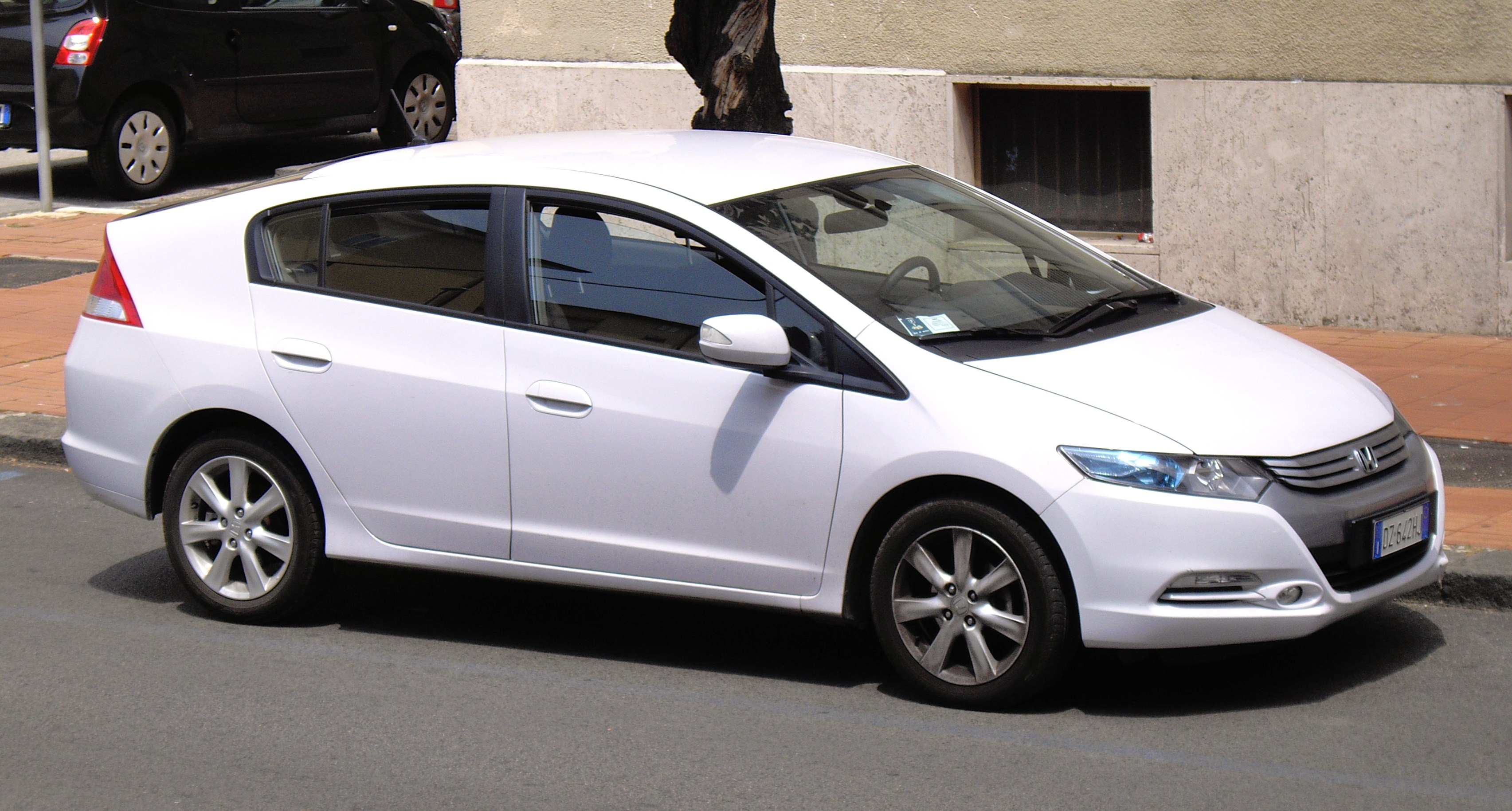
Honda Insight второго поколения

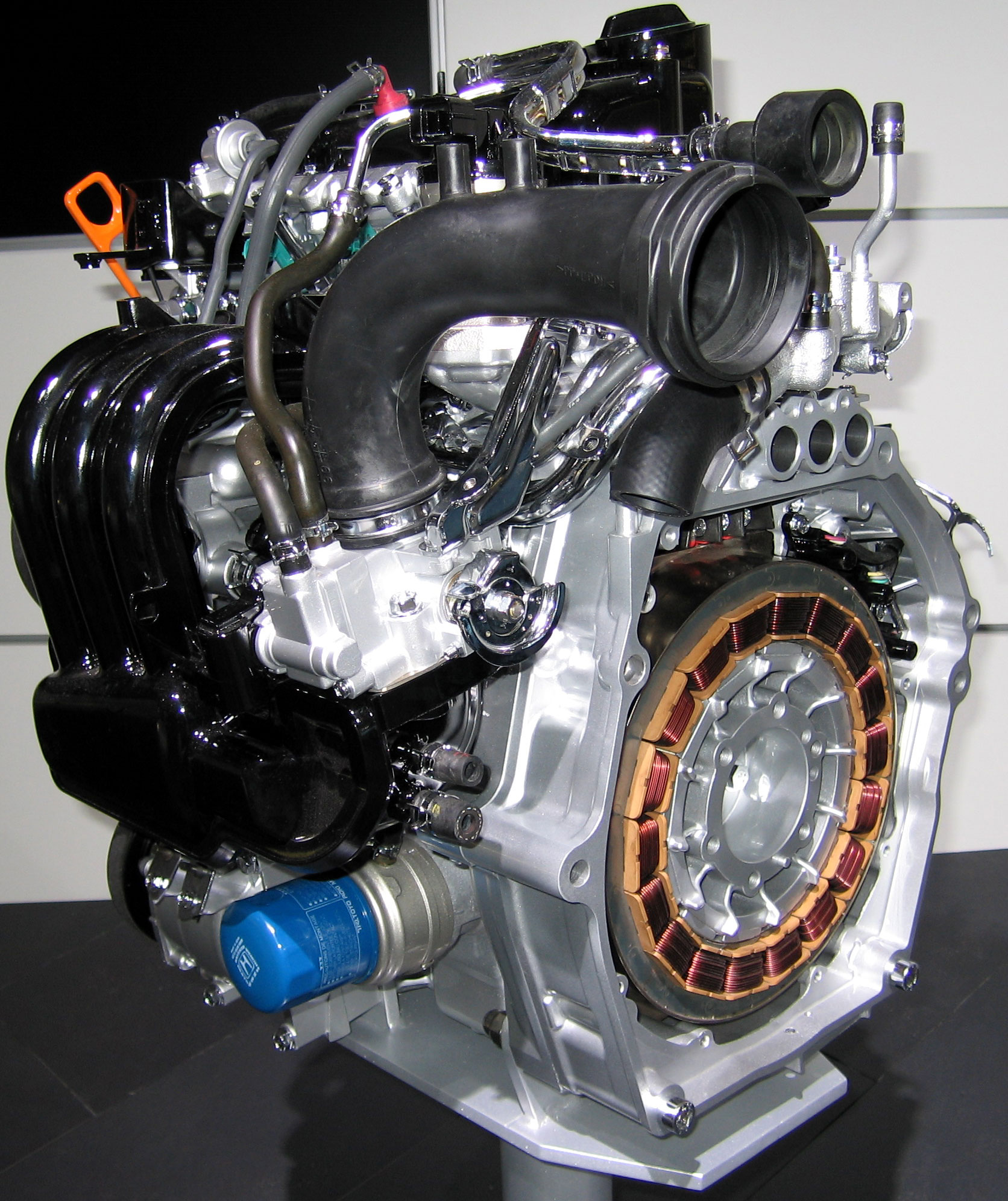
Honda Insight IMA (2007)

Концептуальная версия гибридного электромобиля представлена на автосалоне в Париже в 2008 году. Старт продаж был намечен на 2009 год. Автомобиль стал пятидверным и пятиместным. В США новый Insight классифицируется как компактный автомобиль в зависимости от объёма салона. Размещение с 5 пассажирами повышает конкурентоспособность и общая форма транспортного средства, по словам Honda, «чётко идентифицируется как гибрид».
Insight второго поколения полностью поменял стиль и интерьер, переработана задняя подвеска и регулировочные опоры. В салоне автомобиль получил хромированную окантовку, изменения в приборной панели, ткани сидения. Кожаный салон и спутниковая навигация шла в стандартной комплектации.
Гибридная силовая установка работает в паре с ДВС объёмом 1,3 л и включается при разгоне и на малых скоростях. Питание осуществляется никелевыми батареями, расположенными под багажником.
Тесты показали, что несмотря на использование упрощённой гибридной установки, новая модель Honda Insight расходует около 5,35 л топлива на 100 км, что не слишком уступает показателям более совершенного Toyota Prius 2009 модельного года. Обозреватели также отмечают, что несмотря на использование передовых гибридных технологий у Insight, как и у Prius, уровень выбросов углекислого газа в атмосферу больше, чем у некоторых экономичных дизельных двигателей, и превышает 100 г/км.
В 2014 производство было прекращено.

## Третье поколение
Прототип Honda Insight третьего поколения представили на Североамериканском международном автосалоне в январе 2018 года.
Публичный дебют серийной версии гибридного седана состоялся в конце марта на автосалоне в Нью-Йорке.
В модельном ряду Honda автомобиль расположился между Civic и Accord.
Гибридный седан построен на платформе Honda Civic десятого поколения со стойками Макферсон спереди и многорычажной подвеской сзади. Кузов Insight усилен за счёт архитектуры Advanced Compatibility Engineering (ACE) с широким применением высокопрочных сталей. Капот автомобиля сделан из алюминия.
Honda Insight третьего поколения оснащается гибридной силовой установкой, в состав которой входят 1,5-литровый бензиновый двигатель, работающий по циклу Аткинсона, электромотор и блок литий-ионных аккумуляторов. Суммарная мощность — 153 лошадиные силы и 267 Н·м крутящего момента. Расход топлива в городском цикле составляет 4,28 литра на 100 километров. Используя для движения только электромотор, Insight может проехать около 61 километра. В стандартное оснащение Honda Insight входят светодиодные фары и дневные ходовые огни, 16-дюймовые колёсные диски, боковые зеркала с подогревом, цифровая приборная панель диагональю семь дюймов, запуск двигателя с кнопки и аудиосистема с шестью динамиками.
Автомобили в максимальной комплектации оснащаются 17-дюймовыми колёсными дисками, светодиодными противотуманными фарами, люком с электроприводом, сиденьями с отделкой перфорированной кожей и электрорегулировками в восьми направлениях, двухзонным климат-контролем, навигационной системой с возможностью отображения трафика в режиме реального времени, а также мультимедийной системой с поддержкой 4G LTE и обновлений «по воздуху».
Помимо этого, Insight оснащается комплексом систем безопасности Honda Sensing, в состав которого входят: система предотвращения фронтальных столкновений, предупреждения о выезде из занимаемой полосы, удержания в полосе движения, а также адаптивный круиз-контроль с функцией распознавания дорожных знаков и следования за впереди идущим автомобилем с низкой скоростью.

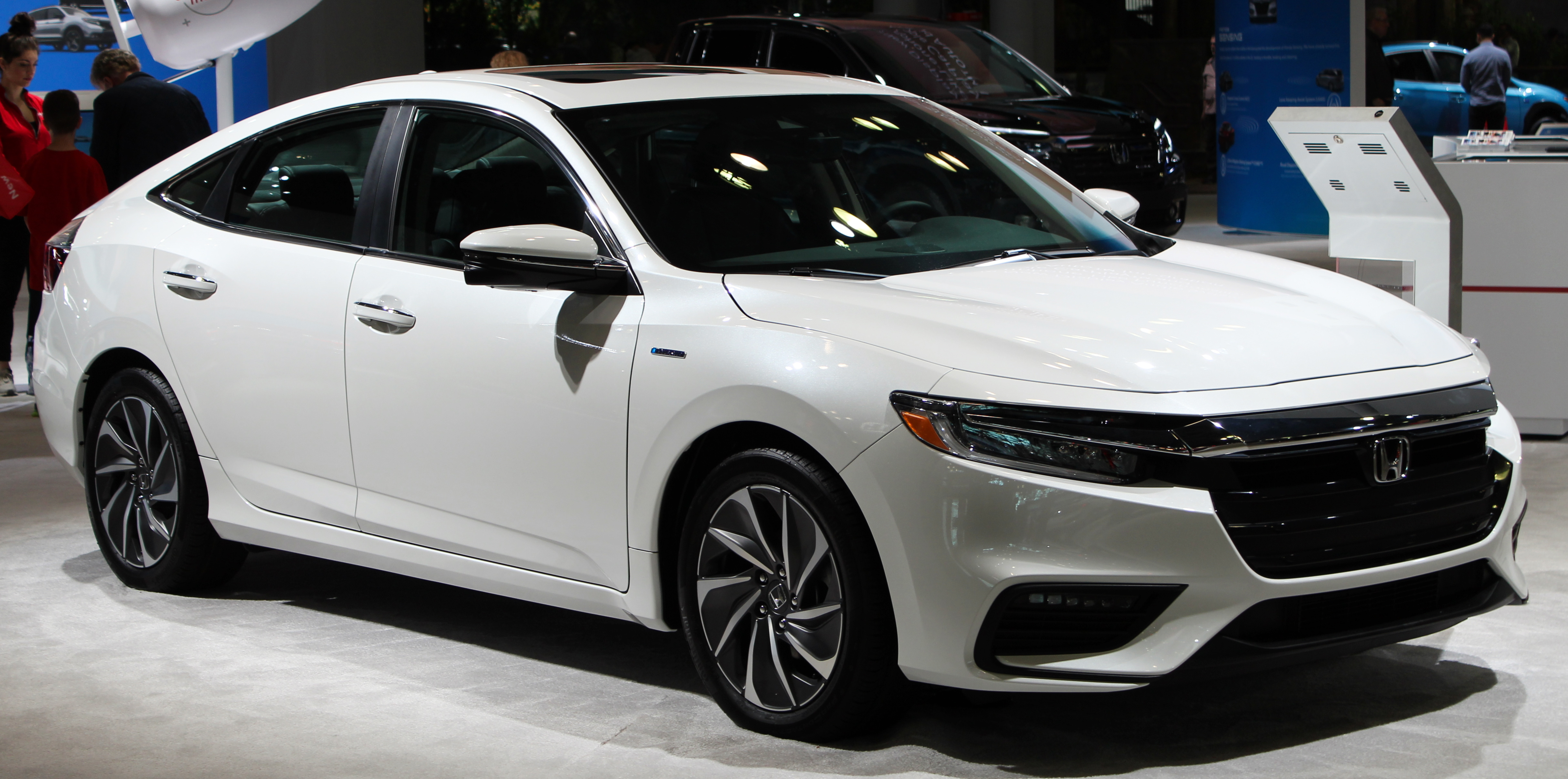
Honda Insight третьего поколения

Сборка Insight будет налажена на заводе Honda в Гринсберге, штат Индиана. Батареи будет выпускать фабрика в Мэрисвилле, Огайо, а силовые агрегаты — завод по производству двигателей в посёлке Анна. Продажи модели на североамериканском рынке начнутся летом 2018 года.

## Критика
Второе поколение (с 2009 года) автомобиля подверглось серьёзной критике со стороны автомобильных обозревателей. Главный объект критики — сходство с современным Toyota Prius.